# Wohnfläche
Die Wohnfläche bezeichnet die Summe der anrechenbaren Grundflächen der Wohnräume, die ausschließlich zu einer Wohnung gehören.

## Allgemeines
Die Gesamtwohnfläche bildet eine wichtige Grundlage für die Berechnung der Miete bei Mietwohnungen, des Kaufpreises beim Immobilienkauf von Eigentumswohnungen und beim Ertragswert für die Wertermittlung im Rahmen der Immobilienfinanzierung von Mehrfamilienhäusern. Die Nutzung einer Wohnfläche spielt auch bei Gebäude- und bei Hausratversicherungen eine große Rolle.
Das Verhältnis der Wohnfläche zum Brutto-Rauminhalt wird als Ausbauverhältnis bezeichnet.

## Berechnungen
Rechtsgrundlagen in Deutschland für die Berechnung der Wohnfläche sind Zweite Berechnungsverordnung (BV), die Wohnflächenverordnung (WoFlV), das Wohnraumförderungsgesetz (WoFG), die DIN-Norm 277 sowie die DIN-Norm 283. Die Berechnungen kommen teilweise zu unterschiedlichen Ergebnissen.

### Wahl der Berechnungsgrundlage
Abhängig vom Einsatzgebiet der Flächenberechnung kann eine Berechnungsart nach Wohnflächenverordnung gesetzlich vorgeschrieben sein. Bei der Wohnflächenberechnung öffentlich geförderter Wohnungen ist zum Beispiel die Berechnung nach der Wohnflächenverordnung vorgeschrieben (siehe § 1 WoFlV).
Im freien, privat finanzierten Wohnungsmarkt können jedoch andere Berechnungsgrundlagen zur Berechnung der Wohnfläche eingesetzt werden, und es besteht keine rechtliche Notwendigkeit, die Wohnflächenverordnung anzuwenden. Es wird empfohlen die Berechnungsgrundlage der Wohnfläche bei Vertragsschluss schriftlich zu vereinbaren.

### Wohnflächenverordnung
Die Wohnflächenverordnung ist im öffentlich geförderten Wohnungsmarkt nach Wohnraumförderungsgesetz gemäß § 1 WoFlV seit 1. Januar 2004 zwingend anzuwenden.
Zur Berechnung der Wohnfläche sind die zur Wohnfläche gehörenden Grundflächen zu ermitteln (§ 1 Abs. 2 WoFlV). Die Wohnfläche einer Wohnung gemäß § 2 Abs. 1 WoFlV umfasst die Grundflächen der Räume, die ausschließlich zu dieser Wohnung gehören. Zur Wohnfläche zu 100 % angerechnet werden kann laut Wohnflächenverordnung: Wohnzimmer, Schlafzimmer, Küche, Bad, Büro, Gästezimmer mit einer Deckenhöhe von über 2 m, bzw. 2,40 m bei Neubauten, Flur (wenn kein Allgemeinflur im Mehrfamilienhaus), Verkehrswege innerhalb des Wohnraums mit über 2 m, bzw. 2,40 m bei Neubauten, Dachgeschossräume über 2,40 m Höhe und in der Dachschräge ab 2,0 m.
Ebenfalls werden ausgebaute Keller zur Wohnfläche gezählt, wenn genügend Fenster verbaut sind, also ein ausreichender Lichteinfall vorliegt. Hierbei muss die Fensterfläche (Rohbau) zu 1/8 in Relation zur Wohnfläche stehen bzw. 1/10 je nach Landesbauordnung. Eine Fensteröffnung mit 1 m² ist demnach angemessen für 8 m² Wohnraum. Wird der Wert unterschritten, zählt der Raum nicht zur Wohnfläche dazu. Außerdem muss die Deckenhöhe von über 2,40 m bei Mehrfamilienhäusern betragen und 2,30 m bei Ein- und Zweifamilienhäusern vorhanden sein. Ausnahme sind ältere Ein- und Zweifamilienhäuser (Bestandsimmobilien) mit der absoluten Mindestgrenze von 2,20 m, ansonsten gelten 2,30 m. Mehrfamilienhäuser liegen bei 2,40 m. Werte unter der Mindestgrenze müssen mittels Antrag beim Landesbauamt genehmigt werden.
In Dachschrägen und unter Treppen werden die Flächen zu 50 % angerechnet in einem Bereich von 1,99 m bis 1 m.
Terrasse, Balkon, Loggien werden zu 25 % zur Wohnfläche angerechnet, wenn diese nicht überdacht und/oder zur Straßenseite ausgerichtet sind, also in einer nicht ruhigen Lage angesiedelt sind. Terrasse, Balkon, Loggia können zu 50 % zu Wohnfläche angesiedelt werden, wenn sie nicht zur Straßenseite ausgerichtet sind und überdacht sind.
Ein unbeheizter Wintergarten wird mit 50 % zur Wohnfläche angerechnet. Ein beheizter Wintergarten wird zu 100 % bei der Wohnflächenberechnung berücksichtigt.
Nebenflächen, Dachschrägen, Flächen unter Treppen und Nutzflächen im Keller, die nicht die Bedingungen der Wohnflächenverordnung erfüllen, um als Wohnfläche deklariert zu werden, sowie Flächen mit weniger als 1 m Deckenhöhe werden nicht angerechnet. § 2. Zur Wohnfläche gehören nicht die Grundflächen der Zubehörräume (insbesondere Kellerräume, Abstellräume und Kellerersatzräume außerhalb der Wohnung, Waschküchen, Bodenräume, Trockenräume, Heizungsräume und Garagen sowie Geschäftsräume).

Exemplarische Skizzenhilfe zur Berechnung der Wohnfläche nach Wohnflächenverordnung

Die Grundfläche ist gemäß § 3 Abs. 1 WoFlV nach den lichten Maßen zwischen den Bauteilen zu ermitteln; dabei ist von der Vorderkante der Bekleidung der Bauteile auszugehen. Bei fehlenden begrenzenden Bauteilen ist der bauliche Abschluss zu Grunde zu legen. Nach § 4 WoFlV sind die Grundflächen von Räumen und Raumteilen mit einer lichten Höhe von mindestens zwei Metern zu 100 %, von Räumen und Raumteilen mit einer lichten Höhe von mindestens einem Meter und weniger als zwei Metern zu 50 %, von unbeheizbaren Wintergärten, Schwimmbädern und ähnlichen nach allen Seiten geschlossenen Räumen zu 50 % und von Balkonen, Loggien, Dachgärten und Terrassen in der Regel zu 25 %, höchstens jedoch zu 50 % anzurechnen.
Diese Art der Berechnung stammt ursprünglich nicht aus der Wohnflächenverordnung, sondern wurde auch schon in früheren Zeiten bei Mietwohnungen in der Praxis angewendet. Berechnungen, die auf Basis älterer Regelungen erstellt wurden, bleiben weiterhin gültig, solange keine baulichen Änderungen vorgenommen werden, die eine Neuberechnung erforderlich machen.

### Wohnraumförderungsgesetz
Das Wohnraumförderungsgesetz (WoFG) trat am 1. Januar 2002 in Kraft. Die Wohnfläche einer Wohnung ist gemäß § 19 WoFG die Summe der anrechenbaren Grundflächen der ausschließlich zur Wohnung gehörenden Räume. Die Landesregierungen sind ermächtigt, durch Rechtsverordnung Vorschriften zur Berechnung der Grundfläche und zur Anrechenbarkeit auf die Wohnfläche zu erlassen. Die Landesregierungen können die Ermächtigung durch Rechtsverordnung auf eine oberste Landesbehörde übertragen. Wohnraum ist zum Beispiel gemäß § 8 Abs. 1 Gesetz zur Förderung und Nutzung von Wohnraum für das Land Nordrhein-Westfalen (WFNG NRW) umbauter Raum, der tatsächlich und rechtlich zur dauernden Wohnnutzung geeignet und vom Verfügungsberechtigten dazu bestimmt ist. Wohnraum gilt als bezugsfertig, wenn er so weit fertig gestellt ist, dass den künftigen Bewohnern zugemutet werden kann, ihn zu beziehen. Die Wohnfläche einer Wohnung ist die Summe der anrechenbaren Grundflächen der ausschließlich zur Wohnung gehörenden Räume (§ 8 Abs. 2 WFNG NRW).

### DIN 277
Die DIN 277-1:2016-01 („Grundflächen und Rauminhalte im Bauwesen - Teil 1: Hochbau“) in der Fassung von Januar 2016 legt Begriffe, Definitionen, Begriffsinhalte und Regeln für die Ermittlung von Grundflächen und Rauminhalten fest. Die DIN 277 definiert Grundlagen für einen Vergleich von Bauwerken und Grundstücken sowie für die Ermittlung der Kosten nach DIN 276-1 und der Nutzungskosten nach DIN 18960.
Bei der Größenberechnung der „Wohnfläche“ nach DIN 277 („Grundflächen und Rauminhalte von Bauwerken im Hochbau“) werden nicht direkt generell Wohnflächen, sondern gesondert Funktions-, Nutz- und Verkehrsflächen ermittelt. Die Berechnung nach DIN 277 kann zur Festlegung der Wohnfläche oder der Mietfläche benutzt werden.

Exemplarische Flächenberechnung nach DIN 277-1 vom Januar 2016

Separat ausgewiesen und bis zu 100 % angerechnet werden können dabei auch Balkone, Terrassen oder Loggien. Ein anderer Unterschied zur Berechnung nach Wohnflächenverordnung findet sich in der Anrechnung von Dachschrägen unter eine Höhe von 1 bzw. 2 Metern, die bei der DIN-277 vollständig angerechnet, aber explizit ausgewiesen werden müssen.
Soweit nicht vertraglich festgelegt, kann die DIN-277 aufgrund der Art der Wohnung die näherliegende Berechnungsmethode sein. Mancherorts kann die Berechnung nach DIN-277 auch die ortsübliche Berechnungsgrundlage sein.

### DIN 283
Die DIN 283 kam im März 1951 heraus und bestand aus zwei Teilen. Teil 2 der DIN 283 („Wohnungen; Berechnung der Wohnflächen und Nutzflächen“) wurde im Oktober 1983, Teil 1 („Begriffe“) im August 1989 nach einem umstrittenen Urteil ersatzlos vom Beuth Verlag zurückgezogen. Die Berechnung nach DIN 283 wird jedoch mangels Neuregelung auch weiter angewendet und hat sich zu einer anerkannten Regel der Technik entwickelt.
In der Praxis können zwei Parteien im freifinanzierten Mietimmobilienmarkt die DIN 283 ausdrücklich als Grundlage für die Wohnflächenberechnung vereinbaren.
Im Gegensatz zu den anderen Berechnungsmethoden enthält die DIN 283 beispielsweise keine Regelungen für Terrassen, Heizungsräume oder Garagen. Im Unterschied zur aktuell gültigen Wohnflächenverordnung (WoFlV) werden in der DIN 283 bei der Berechnung der Wohnfläche beispielsweise die Grundflächen von nicht gedeckten Terrassen sowie Freisitzen daher regelmäßig nicht berücksichtigt.

## Rechtsfragen
Die Abweichung der tatsächlichen Wohnfläche von der im Mietvertrag angegebenen Wohnfläche stellt einen Mangel der Mietwohnung im Sinne von § 536 Abs. 1 Satz 1 BGB dar. Ist die Wohnung tatsächlich mehr als 10 Prozent kleiner als im Mietvertrag angegeben, kann der Mieter das Mietverhältnis fristlos kündigen und zu viel gezahlte Miete zurückfordern. Dabei macht es keinen Unterschied, ob im Mietvertrag die Wohnungsgröße exakt angegeben oder eine circa-Fläche genannt wird. Der Umfang der Mietminderung oder des Rückzahlungsanspruchs richtet sich nach dem Ausmaß der Flächenabweichung. Ist die Wohnung tatsächlich 15 Prozent kleiner, kann die Miete um 15 Prozent gekürzt werden. Ist die Wohnung 20 Prozent kleiner als im Vertrag angegeben, kann der Mieter 20 Prozent zurückfordern. Bei Mieterhöhungen zählt künftig die tatsächliche Wohnfläche, gleichgültig was im Mietvertrag steht.
Die Zweite Berechnungsverordnung (II. BV) ist gemäß § 1 Abs. 1 II. BV anzuwenden, wenn
- die Wirtschaftlichkeit, Belastung, Wohnfläche oder der angemessene Kaufpreis für öffentlich geförderten Wohnraum bei Anwendung des Zweiten Wohnungsbaugesetzes oder des Wohnungsbindungsgesetzes,
- die Wirtschaftlichkeit, Belastung oder Wohnfläche für steuerbegünstigten oder freifinanzierten Wohnraum bei Anwendung des Zweiten Wohnungsbaugesetzes oder
- die Wirtschaftlichkeit, Wohnfläche oder der angemessene Kaufpreis bei Anwendung der Verordnung zur Durchführung des Wohnungsgemeinnützigkeitsgesetzes zu berechnen ist.

Die Wohnflächenberechnung ist in § 42 Abs. 3 II. BV geregelt. Die Grundflächen der Räume können wahlweise aus den Rohbau- oder Fertigmaßen ermittelt werden. Werden die Rohbaumaße für die Berechnung zu Grunde gelegt, so sind die errechneten Flächen um 3 % zu kürzen.
Die II. BV galt rechtlich nur für preisgebundenen Wohnraum. Ihre §§ 42–44 finden nach Aufhebung der DIN 283 im Jahr 1983 aber auch weiter Anwendung für die Ermittlung der Wohnfläche im freifinanzierten Wohnungsbau.
Strittig ist, ob die Berechnung der Wohnfläche zwangsläufig nach der Zweiten Berechnungsverordnung bzw. der seit 1. Januar 2004 geltenden Wohnflächenverordnung allgemein auch in freifinanzierten (nicht öffentlich gefördertem Wohnraum) Mietobjekten anzuwenden sei, soweit vertraglich nichts anderes festgelegt wurde.
Der Bundesgerichtshof (BGH) hält es zum Beispiel für denkbar, dass bei Dachgeschoss-Maisonette-Wohnungen (mit ausgebautem Spitzböden) als Wohnfläche die reine Grundfläche der Wohnung nach DIN 277 angesetzt werden kann, ohne dabei einen Abzug von Flächen mit einer lichten Höhe unter 2 Meter vorzunehmen. Dies steht im Gegensatz zur Berechnung der Wohnfläche nach Wohnflächenverordnung, bei der nach § 4 WoFlV ein Abzug für Dachschrägen vorgenommen wird.
Speziell in Dachgeschosswohnungen mit Dachschrägen kann es hier zu erheblichen rechnerischen Abweichungen je nach Berechnungsmethode kommen.

## Baustatik
Aus baustatischer Sicht müssen Wohnräume in Deutschland nach DIN EN 1991-1-1 und DIN EN 1991-1-1/NA für eine Nutzlast von 1,5 kN/m² ausgelegt werden. Lediglich Decken mit nicht ausreichender Querverteilung, z. B. Holzbalkendecke, sind für 2,0 kN/m² zu bemessen. Für Räume mit nur gelegentlichem Aufenthalt, zum Beispiel Spitzböden (für Wohnzwecke nicht geeigneter, aber zugänglicher Dachraum bis 1,8 m lichter Höhe), ist eine Nutzlast von 1,0 kN/m² vorgeschrieben. Eine Umwidmung dieser Nutzflächen zu Wohnflächen ist häufig nicht wirtschaftlich möglich.
Die oben erwähnten Terrassen, Balkone und Loggien müssen nach DIN EN 1991-1-1 und DIN EN 1991-1-1/NA mit einer Nutzlast von 4,0 kN/m² bemessen werden. Bis zur Einführung von DIN 1055-3 im Jahr 2006 wurden diese Flächen mit 5,0 kN/m² bzw. bei einer Fläche über 10,0 m² mit 3,5 kN/m² bemessen. Der nachträgliche Einbau z. B. einer Loggia im Dachboden ist somit in den meisten Fällen sehr aufwendig.

## Durchschnittliche Wohnfläche

### Deutschland
- In Deutschland stehen (Stand 2021) durchschnittlich 47,7 m² Wohnfläche je Einwohner zur Verfügung;[14]
- 2013 waren es 45 m².[15]
- 2006 standen jedem Bürger in Deutschland im Durchschnitt 43 m² zur Verfügung, in Westdeutschland 44,1 m², in Ostdeutschland 38,6 m². Die Wohnungen hatten durchschnittlich 90,4 m², im Westen 94 m², im Osten 77 m². 2006 standen etwa 8 % der Wohnungen in Deutschland leer, im Westen 7 %, im Osten 12 %.[16]
- 1998 waren es 38 m² Wohnfläche pro Bürger[15]
- Im Jahre 1990 standen in Ostdeutschland 28,2 m² pro Person zur Verfügung, in Westdeutschland 34,8 m².[17]
- 1972 waren es 26,4 m².[18]
- Im Jahr 1965 standen pro Kopf 22,3 m² zur Verfügung.[19]

Als Gründe für die Zunahme der Wohnfläche werden unter anderem eine Zunahme des verfügbaren Einkommens und die Zunahme der Zahl der Einpersonenhaushalte genannt. Die Zahl der Wohnungen je 1.000 Einwohner stieg von 214 (im Jahr 1972) auf rund 500 (2016) an.

### Schweiz
46,6 m² betrug die durchschnittliche Wohnfläche pro Bewohner in der Schweiz im Jahr 2021 – laut dem Bundesamt für Statistik.